# Kalpana-1
Kalpana-1 (früher METSAT-1, was für Meteorological Satellite steht) ist ein indischer geostationärer Wettersatellit, der von der Raumfahrtbehörde Indiens, der ISRO, betrieben wird.

## Aufgabe

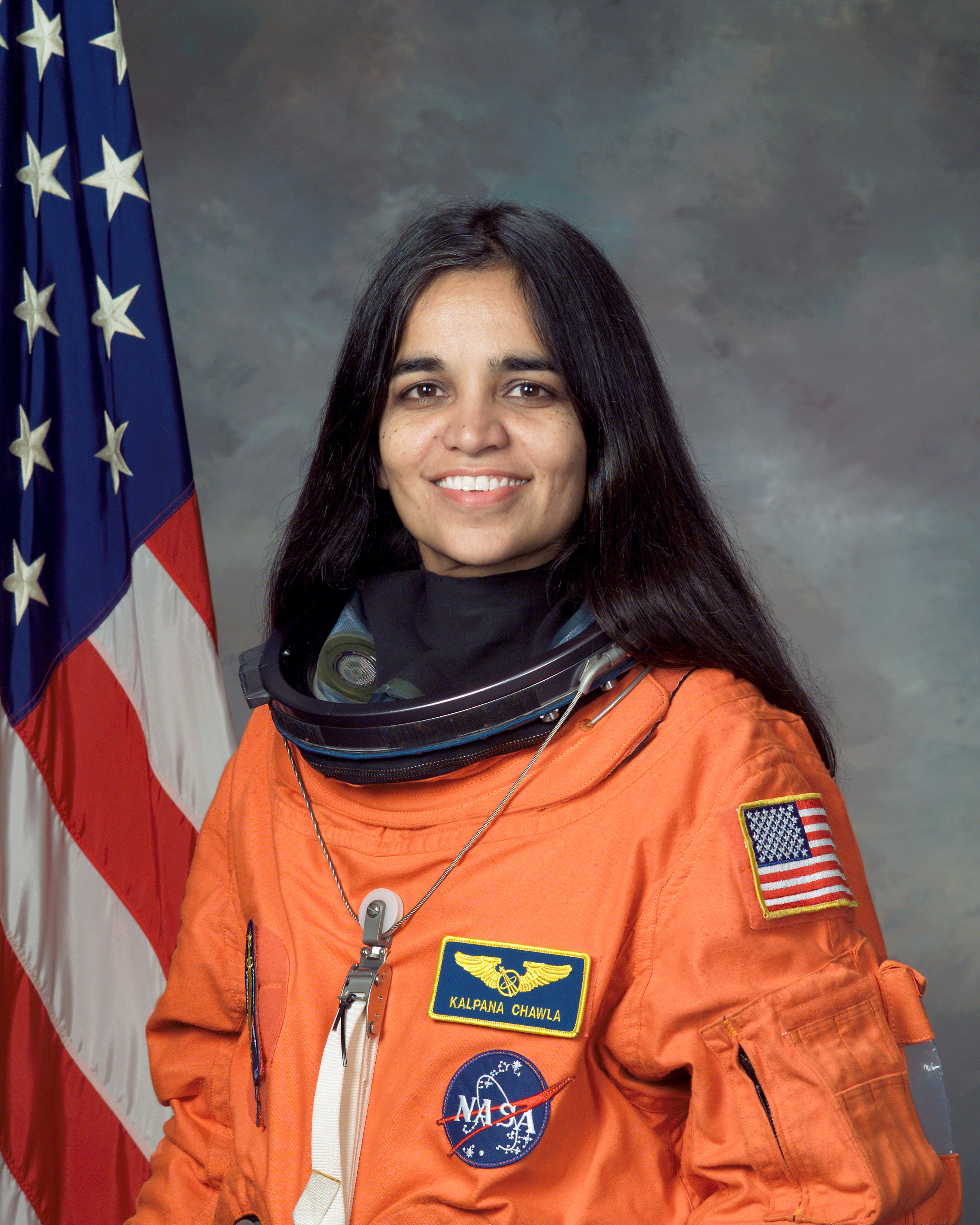
Porträt von Kalpana Chawla vor ihrem Tod

Kalpana-1 ist der erste exklusive Wettersatellit, der von ISRO gebaut wurde. Bisher wurden im Insat-System meteorologische Dienste mit Telekommunikations- und Fernsehdiensten kombiniert. Der Satellit wird ein Vorläufer für das zukünftige Insat-Programms sein.

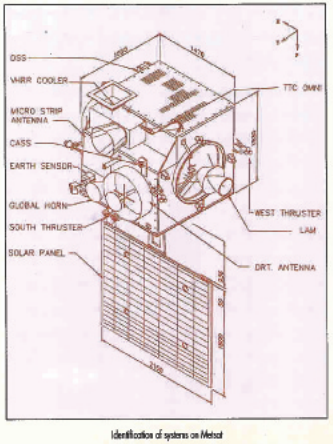
Skizze von Kalpana-1 und seinen Instrumenten.

## Aufbau

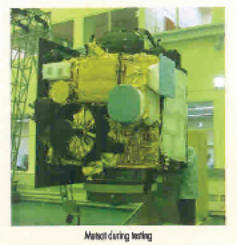
Kalpana-1 wird getestet

Kalpana-1 wurde vom ISRO Satellite Center in Bangalore entwickelt. Die meteorologischen Nutzlasten wurden vom Space Applications Center entwickelt.
Für Erdbeobachtungen verfügt Kalpana-1 über ein sehr hochauflösendes Radiometer, das die Erde im thermischen Infrarot- und Wasserdampfbereich abzubilden. Es trägt auch einen Datenrelais-Transponder zum Sammeln von Daten bei sich.
Zum Zeitpunkt der Markteinführung wog Kalpana-1 1055 kg, davon etwa 560 kg Treibstoff. Das von Kalpana-1 beförderte Treibmittel ist hauptsächlich erforderlich, um den Satelliten vom geostationären Transferorbit auf seinen endgültigen geostationären Orbit anzuheben.
Bei Kalpana-1 wurde ein neuer Raumfahrzeugbus mit leichten Strukturelemente verwendet. Der Satellit hat eine Solaranlage mit einer Leistung von 550 Watt. Den Strom sammelt ein an der Seite angebrachtes Solarmodul.

## Start
Kalpana-1 wurde am 12. September 2002 an Bord einer PSLV-Trägerrakete vom Satish Dhawan Space Centre unter dem Namen METSAT-1 in einen Geo-Transferorbit gestartet.
Das Solarpanel wurde unmittelbar nach seiner Injektion in den GTO automatisch entfaltet. In den Tagen nach dem Start wurde die Umlaufbahn von METSAT-1 von seiner elliptischen Parkbahn zur finalen geostationären Umlaufbahn angehoben, indem der Flüssig-Apogäumsmotor des Satelliten mehrmals gezündet wurde. Der Satellit wurde nach Abschluss der Orbitalisierung in Betrieb genommen und auf der Position 74° stationiert.

## Umbenennung
Am 5. Februar 2003 wurde METSAT-1 von der ISRO zu Ehren der amerikanischen, indischstämmigen Astronautin Kalpana Chawla, die beim Unglücksflug der Raumfähre Columbia am 1. Februar 2003 verstarb, in Kalpana-1 umbenannt.